# Ghiacciaio Exodus
Il ghiacciaio Exodus è un piccolo ghiacciaio tributario lungo circa 7 km situato nella regione meridionale della Terra di Oates, nell'Antartide orientale. Il ghiacciaio, il cui punto più alto si trova a circa 1500 m s.l.m., si trova nell'entroterra costa di Hillary e ha origine dal versante nord-orientale dell'altopiano Midnight, nella regione orientale dei monti Darwin, laddove la cresta Colosseo si distacca dal gruppo montuoso principale, e da lì fluisce verso nord fino a unire il proprio flusso a quello del ghiacciaio Darwin.

## Storia
Il ghiacciaio Exodus è stato mappato dai membri di una spedizione antartica dell'Università Victoria di Wellington svolta nel 1962-63 e così battezzato in associazione con la vicina valle Exodus, a sua volta così battezzata poiché questa valle era la strada più facile per discendere dall'altopiano Midnight.